# 禹城市
禹城市（うじょう-し）は、中華人民共和国山東省徳州市に位置する県級市。

## 地理
禹城市は山東省北西部、徒駭河中流域に位置する。

## 歴史
禹城の歴史は古く、夏朝の始祖である大禹の治水事業が行われた地域である。742年（天宝元年）、唐朝によりその治水事業を記念し禹城県を設置した。
1993年9月9日、県級市に改編され現在に至る。

## 行政区画
- 街道:市中街道、東城街道、禹興街道
- 鎮:倫鎮、房寺鎮、張荘鎮、辛店鎮、安仁鎮、辛寨鎮、梁家鎮、莒鎮
- 民族鎮:十里望回族鎮

## 教育
- 大学：徳州科技職業学院（本部キャンパス）